# 크리스탈라
《크리스탈라》(타갈로그어: Krystala)는 2004년 방영된 필리핀의 드라마이다.